# زاخيكو
مدينة زاخيكو هي مدينة أثرية ميتانية تعود لحقبة الإمبراطورية الميتاني، التي يبلغ عمرها 3400 عام، تم اكتشفها من علماء الآثار من الألمان والأكراد.
ظهرت المدينة بعد انخفاض منسوب مياه نهر دجلة.
تضم المدينة قصرًا والعديد من المباني الكبيرة يُعتقد أنها كانت مركزًا مهمًا في إمبراطورية ميتاني (حوالي 1550-1350 قبل الميلاد).